# Welcherod
Welcherod ist ein Ortsteil der Gemeinde Frielendorf im nordhessischen Schwalm-Eder-Kreis.

## Geographische Lage
Das Dorf liegt nordwestlich des Hauptortes im Frielendorfer Hügelland (Naturraum 343.12) am Nordwestrand des Knüllgebirges in Nordhessen. Südlich des Dorfs liegt der Sendberg, der im Mittelalter Sitz des Gerichts auf dem Sendberg war. Die Landesstraße 3152 führt durch den Ort.

## Geschichte
Die älteste bekannte urkundliche Erwähnung des Ortes findet sich 1196 in einem Verzeichnis des Klosters Cappel unter dem Namen Belferoth. Bis zum Jahr 1460 wird der Ort noch in Verzeichnissen geführt. Dann fiel der Ort wüst.
Erst 1921 wurde der Ort mit Unterstützung der 1920 gegründeten Treuhandstelle für Bergmannswohnstätten als Arbeitersiedlung für Bergarbeiter des Braunkohle-Bergbaues bei Frielendorf neu angelegt. Dazu wurde ein Teil des Vernaer Interessentenwalds „Das Welcheroth“ auf der Grundlage des Bergarbeitersiedlungsgesetzes enteignet, um dort durch die zu diesem Zweck gebildete Wohnungsbaugesellschaft „Siedlung im Hessenland, Frielendorf“ die Siedlung anzulegen. 1931 lebten dort 76 Familien mit 276 Personen in 32 Häusern.
Welcherod gehörte zur Gemeinde Verna, die am 1. Januar 1974 nach Frielendorf eingemeindet wurde. Der ehemalige Wohnplatz in der Gemarkung Verna wurde nach 1974 zum Ortsteil von Frielendorf ernannt.

## Bevölkerung
Einwohnerstruktur 2011
Nach den Erhebungen des Zensus 2011 lebten am Stichtag, dem 9. Mai 2011, in Welcherod 486 Einwohner. Darunter waren 6 (1,2 %) Ausländer.
Nach dem Lebensalter waren 83 Einwohner unter 18 Jahren, 216 zwischen 18 und 49, 106 zwischen 50 und 64 und 102 Einwohner waren älter. Die Einwohner lebten in 216 Haushalten. Davon waren 57 Singlehaushalte, 75 Paare ohne Kinder und 69 Paare mit Kindern, sowie 15 Alleinerziehende und keine Wohngemeinschaften. In 48 Haushalten lebten ausschließlich Senioren und in 144 Haushaltungen lebten keine Senioren.
Einwohnerentwicklung
| • 1931: | 32 Ein- und Mehrfamilienhäuser, 76 Familien mit 276 Personen |
| • 2011: | 486 Einwohner                                                |
| • 2017: | 507 Einwohner                                                |

## Politik
Für Welcherod besteht ein Ortsbezirk (Gebiete des ehemaligen Wohnplatzes Welcherod) mit Ortsbeirat und Ortsvorsteher nach der Hessischen Gemeindeordnung. Der Ortsbeirat besteht aus fünf Mitgliedern.
Bei den Kommunalwahlen in Hessen 2021 betrug die Wahlbeteiligung zum Ortsbeirat Welcherod 51,3 %. Alle Kandidaten gehörten der SPD an. Der Ortsbeirat wählte Susanne Möller zur Ortsvorsteherin.